# Azud de Encarroz
El azud de Encarroz (en valenciano assut d'en Carròs) se encuentra en el río Serpis, en la partida de Les Cases de l'Assut, en la parte norte del municipio de Villalonga, en la comarca de la Safor, Valencia. De este azud deriva un gran sistema de regadío. Es la principal obra hidráulica de la parte baja de la cuenca del Serpis, así como de la huerta de la Safor.

## Contexto
Se trata de una gran presa modernizada que propicia el sistema de riego de los Canales Bajos del Serpis, constituidos por la acequia de Encarroz por el lado izquierdo, y la acequia Real de Alcoy con sus subdivisiones (acequias Común de Gandía, Común de Oliva, y de Rebollet) por el lado derecho. La acequia de Encarroz riega los términos de Palma de Gandia y de Ador, mientras que la acequia Real de Alcoy genera un complejo abanico de acequias y brazales que se extiende hasta Oliva. A inicios del siglo XXI, la presa es retráctil, elevándose durante las noches para retener las aguas que distribuye durante el día. La presa originaria se remonta al periodo de la conquista cristiana, y ha sido reconstruïda muchas veces a causa de las avenidas del rio. Se trata de la principal obra hidráulica de la parte baja del Serpis y de la vega de la Safor. Su estado de conservación es excelente.
El sistema hidráulico tiene un carácter cerrado y restringido que trata de evitar cualquier variación de la correcta derivación de las aguas, pues de otra manera se causaría un grave perjuicio al regadío y otros usuarios. Por ello todas las aperturas y accesos se cierran con sólidas rejas metálicas, y el acceso al sistema queda restringido a los representantes elegidos por las comunidades de regantes. En este caso la figura que controlaba el sistema del azud es el azudero mayor, cargo que continúa en vigor y que se sigue eligiendo cada cierto tiempo.
En la casa consistorial de Potríes es conserva una de las fuertes puertas que se situaban en las casetas del azud. Se trata de una puerta de madera revestida de placas metálicas y dotada de siete cerrojos de hierro forjado, de manera que cada uno solo pudiera ser abierto por un representante de turno de las poblaciones regantes.

## Historia

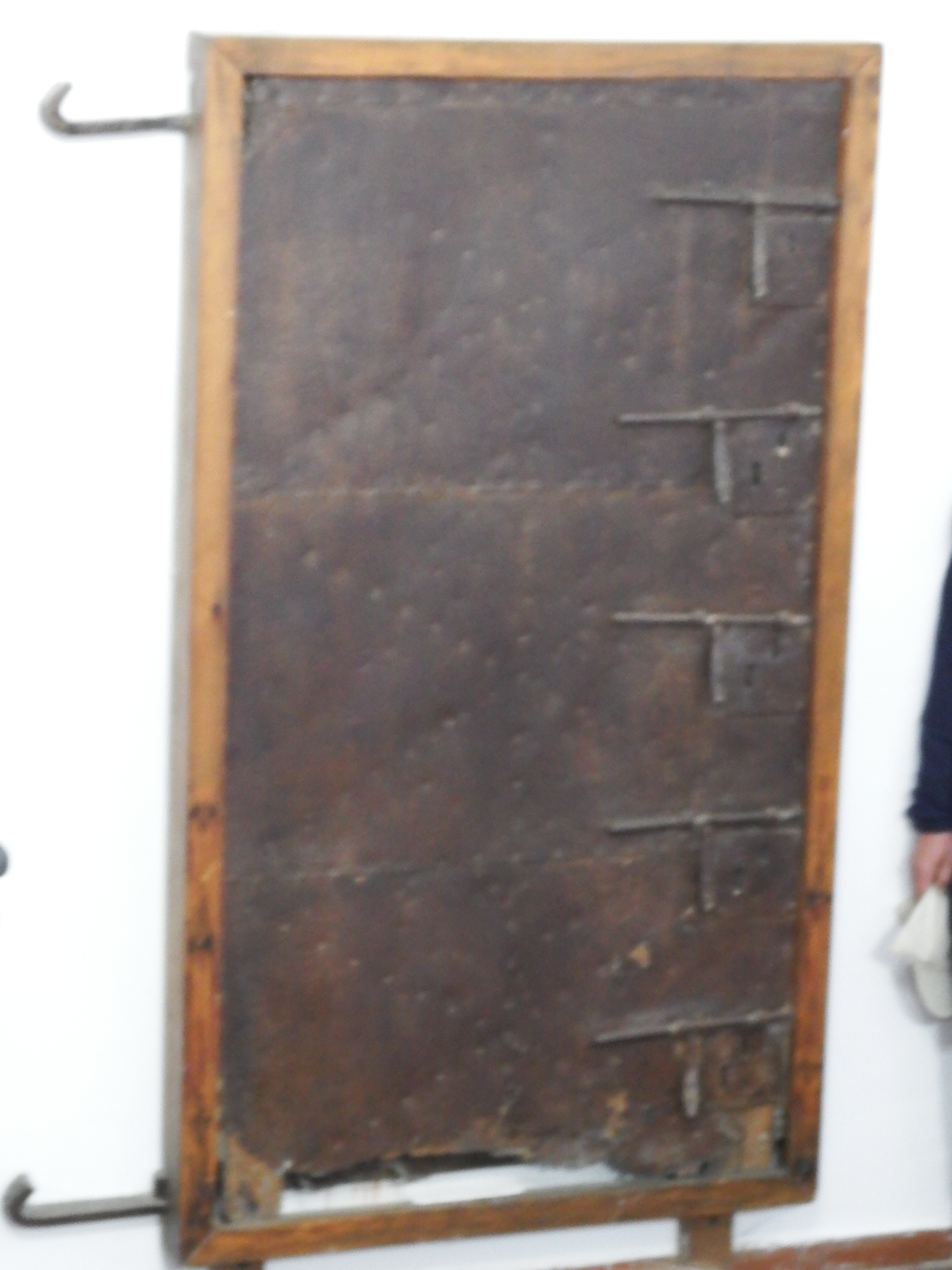
Antigua puerta de acceso al interior del azud, en la que se observan los siete cerrojos. Se encuentra depositada en la casa consistorial de Potríes.

Según el profesor Josep Camarena Mahiques, fue Francisco Carrós, señor de Rebollet y almirante que lucho junto a Alfonso IV en las guerras de Cerdeña, el que mandó construir un azud en este lugar para regar sus tierras. Este sucedió a finales del siglo XIV y derivó en una fuerte protesta por parte de las poblaciones cercanas a Gandía. Por ello se acordó en 1399 una distribución de las aguas que contentara a todas las partes, pues no en vano en la antigua distribución de las aguas de regadío en la Huerta de Gandía, de 1244, no se hacía referencia a este azud, por lo que su construcción perjudicaba a las antiguas comunidades de regantes consolidadas tras esta fecha.
Hay constancia de que durante mucho tiempo el azud de Encarroz fue de débil fábrica, lo que unido a un régimen fluvial con frecuentes avenidas produjo constantes rompimientos del dique. El historiador Salvador Rocher Tarrasó publicó un pleito entre Villalonga y los pueblos de la Huerta, que aporta datos respecto al elemento que se estudia. Dicho pleito se fecha entre los años 1771-1774,  y durante el interrogatorio a los distintos testigos se describe el "Assut de Alcoy", del que se dice «que el azud no es de cantería, sí sólo broza, alga y piedras movedizas, las que regularmente se lleva el río en todas las avenidas.» Esto demuestra que hasta el tercer cuarto del siglo XVIII la fábrica del azud era ciertamente inestable; era lo que describían en el pleito los defensores de Villalonga como «una parada movediza, compuesta de piedras movedizas, algas y pelotas de mar, no siendo manufacto.»
En opinión de Camarena, sería este largo proceso lo que hizo recapacitar a los pueblos de la Huerta que se beneficiaban del agua derivada del azud para construir una presa más sólida. Así a finales del siglo XVIII se convocó una Junta General de regantes para elegir una persona "capaz e inteligente", que construyera un nuevo arco de cal y canto en la presa del rio Alcoy (según consta en el archivo municipal de Gandia, dos de febrero de 1792, A-490, pág. 5).
Entre finales del siglo XVIII y principios del siglo XIX, se acometió una importante obra para dar solidez al azud utilizando materiales como la mampostería, la piedra caliza y el mortero de cal. A mediados del siglo XIX el azud ya estaría constituido por un sólido dique de mampostería y mortero de cal, revestido con losas de piedra calcárea, tal y como se observaba hasta la reforma de 1990. Este dique retenía las aguas del rio, deslizándose los excedentes a través de su superficie ataludada. Ambos lados del dique se levantaron dos casas donde se sitúan las compuertas que permiten derivar las aguas retenidas.

## Descripción
El azud actual mantiene una estructura de tres partes o sectores diferenciados. Se acabó en el año 1990 y financiado financiado por la comunidad de regantes de los rios Alcoy y Vernisa y por la Consejería de Agricultura y Pesca. El proyecto fue redactado en la Confederación Hidrográfica del Turia que dirigió las obras ejecutadas  por la empresa LUBASA.
Esta obra, que considerada avanzada y técnicamente sofisticada, ha sustituido un elemento de ingeniería hidráulica que era parte fundamental del patrimonio arquitectónico, cargado de historia y de una importancia capital en el desarrollo de la agricultura y la economía de la comarca. En la descripción que hicieron de los sistemas de riego tradicionales de la Huerta de Gandía, Martín Peña Ortiz y Miguel Ángel González hablan del azud de Encarroz como de un elemento desaparecido sustituido por la estructura de 1990.

### Dique del azud
El primer sector que se distingue es el azud propiamente dicho, que detiene y eleva las aguas del rio Serpis. Se asienta en su cauce, en sentido perpendicular al mismo, y con una orientación de Este a Oeste. En opinión de Gisbert Santonja, este nuevo dique oculta bajo su nueva fábrica de hormigón el antiguo muro de mampostería y sillería de la obra precedente.
El dique está flanqueado por dos potentes machones de hormigón armado que se disponen en sentido perpendicular a la dirección de este último. El dique de obra en hormigón, tiene como elemento distintivo un sistema que se localiza en su parte superior y consiste en un gran flotador, dispuesto longitudinalmente a la dirección del dique, que se hincha cuando las necesidades de retención y almacenaje son mayores (en los estiajes), y se deshincha cuando el caudal de las aguas es excesivo. La cara norte del muro presenta superficie en talud, para evitar los efectos de un salto brusco de las aguas que rebosan el sistema. A continuación se sucede una serie de estructuras escalonadas, distinguiéndose en la primera unos dientes cuadrangulares en posición vertical cuya función es la de tamizar el agua y eliminar impurezas y objetos que pueda transportar el rio.
Junto al machón del extremo oriental y adosado al mismo, se localiza una estructura cúbica de hormigón armado que dispone de una sala interior donde se sitúan los mecanismos de funcionamiento de los sistemas hidráulicos de la presa. Se accede a ella a través de una puerta en su cara oriental. Adosada a este acceso se halla una escalera para ascender a una terraza superior, desde la cual se observa el conjunto del azud.
En su parte inferior se sitúa una abertura, cerrada con compuerta metálica, cuya finalidad es la de desaguar el agua almacenada.

### Edificación del lado oriental
Esta edificación se alza en el extremo oriental del dique, un tanto separada de este. El edificio es de planta cuadrangular, con una sólida estructura, y cubierta a cuatro vertientes con teja árabe. Posee un basamento de sillares calcáreos. Los paramentos son de mampostería calcárea irregular careada, trabada con mortero de cal. En las cantoneras se sitúan sillares calcáreos encadenados. Posee oberturas en sus cuatro caras, la oriental y la septentrional se localizan los vanos rectangulares enmarcados en sillería calcárea y cerrados con rejas de hierro. En el lienzo occidental existen dos vanos rectangulares que desembocan en un balcón en voladizo, con barandilla de hierro forjado. Por debajo de éste se sitúan las entradas de agua para su derivación al sistema de acequias. Al interior se sitúa una estancia cuadrangular y una escalera que sirve para descender a la galería inferior de las salidas del agua.

### Edificación del lado occidental
Esta caseta se sitúa en el margen occidental, adosada al nuevo dique. Tiene planta rectangular, de menores dimensiones que la oriental. Su fábrica es de mampostería calcárea irregular entrejuntas. Las cantoneras son de ladrillo macizo y su cubierta a cuatro vertientes con baldosín dispuesto en espina de pez. Al construirse la nueva presa, se han cerrado los accesos al interior, pero sabemos que hay una estancia interior con una escalera, que servía para controlar el paso del agua de la acequia de Encarroz. Quedan restos de un vano en el muro septentrional, con las jambas de ladrillo y grueso sillar calcáreo por dintel. En la parte inferior se localiza un desagüe de la acequia, abierto hacia el norte. Es una estructura abovedada con arco de medio punto en ladrillo al exterior.